# Владімір Цоуфал
Владімір Цоуфал (чеськ. Vladimír Coufal, нар. 22 серпня 1992) — чеський футболіст, правий захисник клубу «Вест Гем Юнайтед» та національної збірної Чехії.

## Клубна кар'єра
У дорослому футболі дебютував 2010 року виступами за команду «Глучін» з другого дивізіону, в якій провів один сезон, взявши участь у 13 матчах чемпіонату. Після цього грав на правах оренди в іншому клубі другого дивізіону «Опава».
Влітку 2012 року перейшов у «Слован». У чеському вищому дивізіоні дебютували 23 листопада 2012 року у грі проти «Дукли» (Прага) (0:3), вийшовши на заміну на 86 хвилиі замість Міхаеля Рабушика. Всього відіграв за ліберецьку команду наступні шість сезонів своєї ігрової кар'єри і у сезоні 2014/15 виграв з командою Кубок Чехії.
У червні 2018 року перейшов у столичну «Славію».

## Виступи за збірну
2014 року зіграв у двох матчах молодіжної збірної Чехії.
11 листопада 2017 року дебютував в офіційних матчах у складі національної збірної Чехії у товариському матчі проти збірної Катару (1:0) .

## Титули і досягнення
- Володар Кубка Чехії (2):

«Слован»: 2014–15
«Славія» (Прага): 2018–19
- Чемпіон Чехії (2):

«Славія»: 2018–19, 2019–20
- Переможець Ліги конференцій УЄФА (1):

«Вест Гем Юнайтед»: 2022–23